# Піч (гірництво)

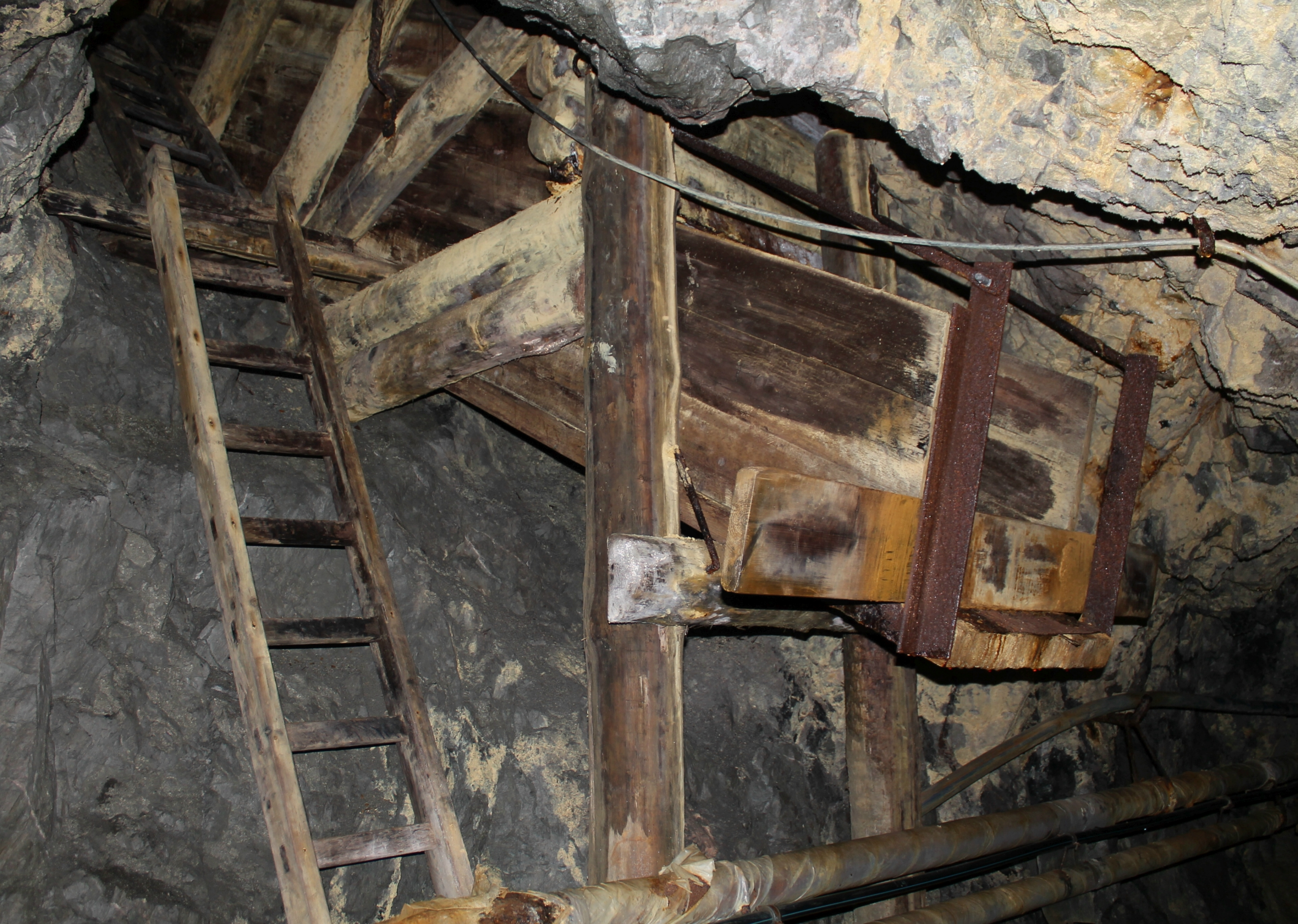

Піч  (рос. печь, англ. set-up entry, face entry, crosscut, entry, cut-through, breakthrough; нім. Uberhauen n, Ofen m) — похила підземна гірнича виробка, яка не має безпосереднього виходу на земну поверхню, проведена тільки в межах пласта корисної копалини (див. також Просік) та призначена для вентиляції, транспортування гірничої маси, пересування людей тощо. Піч, яка призначена для монтажу в ній вибійного устаткування, а потім і для початку видобування корисної копалини, називається розрізною.
Призначена для провітрювання, пересування людей, транспортування вантажів. Найчастіше з'єднує відкатний штрек з прорубом. У залежності від призначення розрізнюють П.: нарізні, вентиляційні, ходові, вуглеспускні, пульпоспускні, обхідні. Здебільшого П. проводять знизу вгору без підривання бічних порід; в шахтах, небезпечних за газом, іноді зверху вниз. Піч, проведену по корисних копалинах між відкатним та вентиляційним штреком для підготовки очисного вибою, називають розрізною.